# Жабинецкий сельский совет (Гусятинский район)
Жабинецкий сельский совет (укр. Жабинецька сільська рада) — входит в состав
Гусятинского района
Тернопольской области
Украины.
Административный центр сельского совета находится в 
с. Жабинцы.

## Населённые пункты совета
- с. Жабинцы